# 福里斯特爾 (密蘇里州)
福里斯特爾（英語：Foristell）是位於美國密蘇里州聖查爾斯縣及沃倫縣的城市。

## 人口
根據2020年美國人口普查的數據，福里斯特爾的面積為15.96平方千米，當中陸地面積為15.70平方千米，而水域面積為0.26平方千米。當地共有人口550人，而人口密度為每平方千米34人。